# Amy Tinkler
Pour les articles homonymes, voir Tinkler.
Amy Tinkler est une gymnaste artistique britannique, née le 27 octobre 1999 à Durham. Elle a remporté la médaille de bronze du sol aux Jeux olympiques d'été de 2016 à Rio de Janeiro.